# Principio y fin
Principio y fin és una pel·lícula mexicana del director mexicà Arturo Ripstein estrenada en 1993. El guió de Paz Alicia Garciadiego està inspirat en l'obra homònima de l'escriptor egipci Premi Nobel de Literatura Naguib Mahfouz. Va obtenir el Premi Ariel a la millor pel·lícula el 1994. La pel·lícula va ser seleccionada com a entrada mexicana a l'Oscar a la millor pel·lícula de parla no anglesa als Premis Oscar de 1994, però no va ser acceptada com a candidata.

## Sinopsi
Una família pertanyent a la classe mitjana mexicana, els Botero, després de la mort del patriarca lluita per evitar la pobresa. La mare decideix protegir, a costa dels seus altres fills, al menor de la família, Gabrielito, esperant que pugui, a la llarga, restituir la bona fortuna de la família.

## Repartiment seleccionat
El repartiment va ser seleccionat per Claudia Becker,
- Ernesto Laguardia…Gabriel Botero Gabrielito
- Julieta Egurrola…doña Ignacia Botero
- Lucía Muñoz…Mireya Botero
- Bruno Bichir…Nicolás Botero
- Alberto Estrella…Guama Botero
- Ernesto Yáñez…El Polvorón
- Blanca Guerra…Julia
- Verónica Merchant…Natalia
- Alonso Echánove…El Cariñoso
- Luis Felipe Tovar…César
- Julián Pastor…Licenciado Luján
- Luisa Huertas…Isabel
- Alejandro Parodi…Rector de la Universidad
- Darío T. Pie…Maurer
- Luis Rábago…Guardiola

## Premis
En la cerimònia de lliurament del Premi Ariel va ser la més reeixida, tenint un total d'11 nominacions i obtenint 7 de les més importants; millor pel·lícula per a Arturo Ripstein, millor actuació femenina per Lucía Muñoz, on també van estar nominades per aquesta mateixa cinta Julieta Egurrola i Luisa Huertas, millor actuació masculina per Bruno Bichir, millor actriu de quadre per a Blanca Guerra, millor actor de quadre per Luis Felipe Tovar, millor edició per Rafael Castanedo i millor ambientació per Marisa Pecanins.

Altres premis que va obtenir inclouen:
- Al Festival Internacional de Cinema de Guadalajara el Premi DICINE i el Premi FIPRESCI per a Arturo Ripstein.
- Al Festival de Cinema de l'Havana el premi FIPRESCI i el Gran Coral per a Arturo Ripstein; i, el premi a millor actriu per a Lucía Muñoz.
- Al Festival Internacional de Cinema de Sant Sebastià 1993 la Conquilla d'Or a la millor pel·lícula per Arturo Ripstein.[7][8]
- Al Festival Internacional de Cinema de San Diego el premi al millor assoliment per a Arturo Ripstein.